# Sultan Ahmed Al Jaber

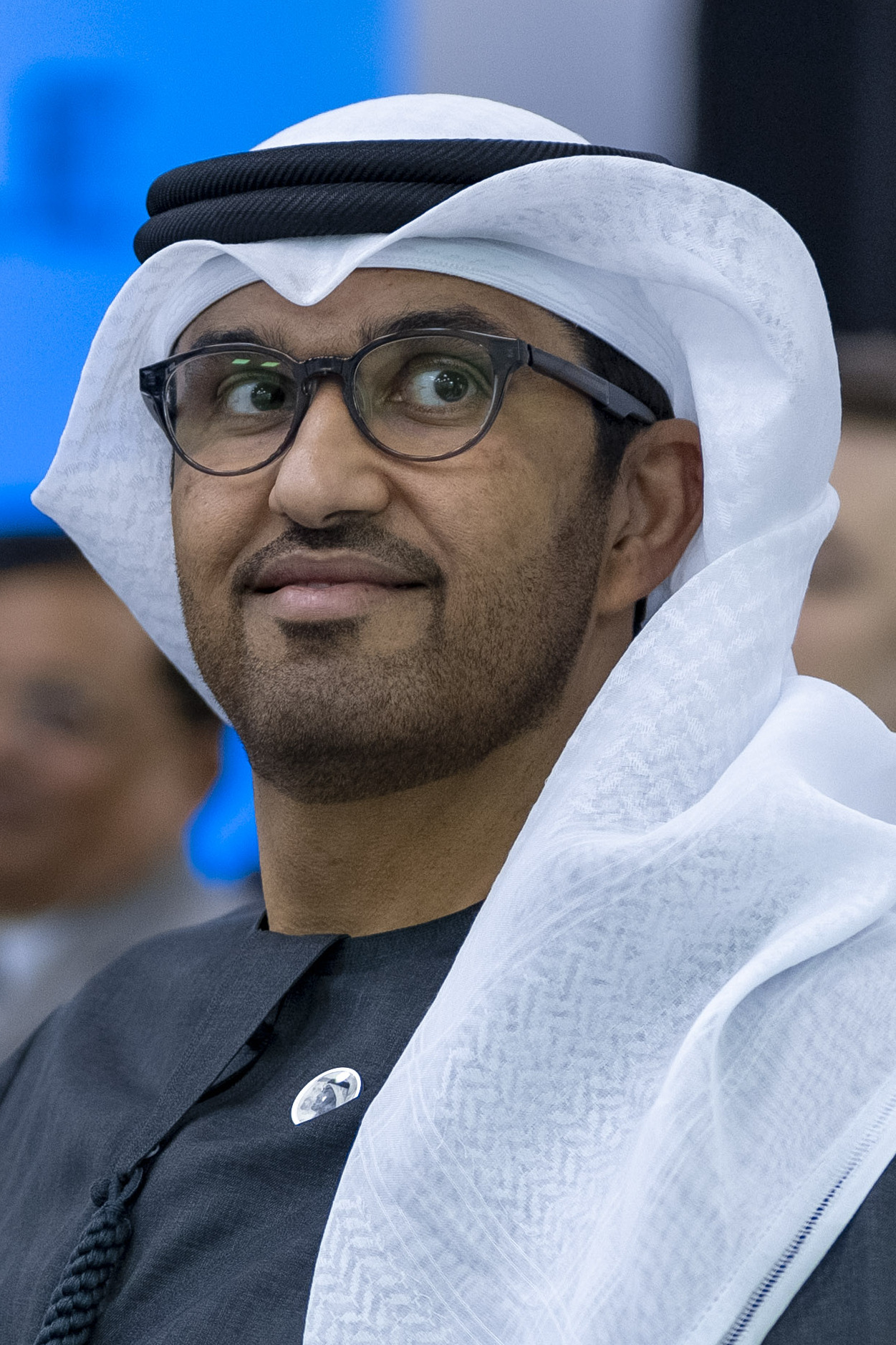
Sultan Al Jaber (2023)

Sultan Ahmed Al Jaber (arabisch سلطان أحمد الجابر, DMG Sulṭān Aḥmad al-Ǧābir; dt. Schreibweise „al-Dschaber“; * 31. August 1973 in Umm al-Qaiwain (UAE); „Sultan“ hier nicht Titel, sondern Teil des Vornamens) ist seit 2016 Minister für Industrie und Fortschrittstechnologien der Vereinigten Arabischen Emirate (VAE), außerdem Chief Executive Officer (CEO) der staatlichen Ölgesellschaft der VAE, Abu Dhabi National Oil Company (ADNOC). Die Forbes-Liste Top 100 CEOs In The Middle East 2022 („100 Spitzen-CEOs im Nahen Osten 2022“) platziert ihn auf Position 2.
Vor seiner Ernennung zum Vorsitzenden der COP 28 war er laut dem entsprechenden Twitter-Benutzerkonto für zwei Amtszeiten Office Of The UAE Special Envoy For Climate Change („VAE-Sondergesandter für Klimawandel“).

## Werdegang

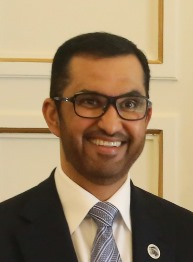
Sultan Ahmed Al Jaber (2024)

Al Jaber hat einen Bachelor of Science in Chemical Engineering und einen Master of Business Administration (MBA) von der University of California, Los Angeles sowie einen Doctor of Philosophy (PhD) in Betriebs- und Volkswirtschaftslehre der Coventry University.

## Tätigkeiten
2021 bezeichnete al Jaber bei der Verleihung des Zayed Sustainability Prize („Zayed-Nachhaltigkeitspreis“) „saubere und erneuerbare Energien als eine natürliche und logische Erweiterung der Rolle der Vereinigten Arabischen Emirate als weltweiter Vorreiter im Energiebereich“.

### Abu Dhabi National Oil Company (ADNOC)
Seine berufliche Karriere begann Al Jaber als Ingenieur bei der staatlichen ADNOC; ihr Chief Executive Officer (CEO) wurde er am 15. Februar 2016. Seitdem hat Al Jaber mehrere ADNOC-Unternehmen an die Börse gebracht, während der Öl- und Gaskonzern rund 26 Mrd. US-Dollar an internationalen Investitionen von Unternehmen wie BlackRock, Eni und Kohlberg Kravis Roberts (KKR) einsammelte. 2017 leitete Al Jaber auch den ersten Börsengang eines ADNOC-Unternehmens, ADNOC Distribution (ADNOCDIS:UH).
Im Februar 2019 unterzeichnete Al Jaber eine 4-Mrd.-Dollar-Vertrag mit BlackRock und KKR über Investitionen in die Entwicklung der Midstream-Öl- und Gas-Infrastruktur.
Im Juli 2020 unterzeichnete ein Konsortium aus sechs Unternehmen eine Vereinbarung zur Investition von 20,7 Mrd. US-Dollar in ADNOC-Infrastrukturanlagen. Es handelte sich um die größte Einzelinvestition in die Energieinfrastruktur bislang im Nahen Osten und damals um die größte weltweit im Jahr 2020.
Als ADNOC-CEO hat Al Jaber versucht, die Rohölproduktion des Konzerns von 3 Mio. Barrel pro Tag im Jahr 2016 auf 5 Mio. bis 2030 zu steigern. Die US-amerikanische New York Times stellte fest, dass ADNOC eines der letzten Ölunternehmen sei, das 2021 noch große Investitionen in die Steigerung der Produktion tätige. Die britische Financial Times (FT) schrieb, dass Al Jabers Versuche, die Ölproduktion zu steigern, „besonders drastisch“ seien, wenn man bedenke, dass er bei den VAE die Rolle eines „Klimazaren“ innehabe: Die fossile Brennstoff-Industrie steht unter Druck, ihre Produktion zu reduzieren, um die menschengemachte globale Erhitzung abzumildern. 2023 schrieb die FT, dass ADNOC 150 Mrd. US-Dollar in den Ausbau seiner Öl- und Gasproduktion investiere, während über einen längeren Zeitraum lediglich 15 Mrd. US-Dollar für den Ausbau kohlenstoffarmer Produkte vorgesehen seien.

### Masdar

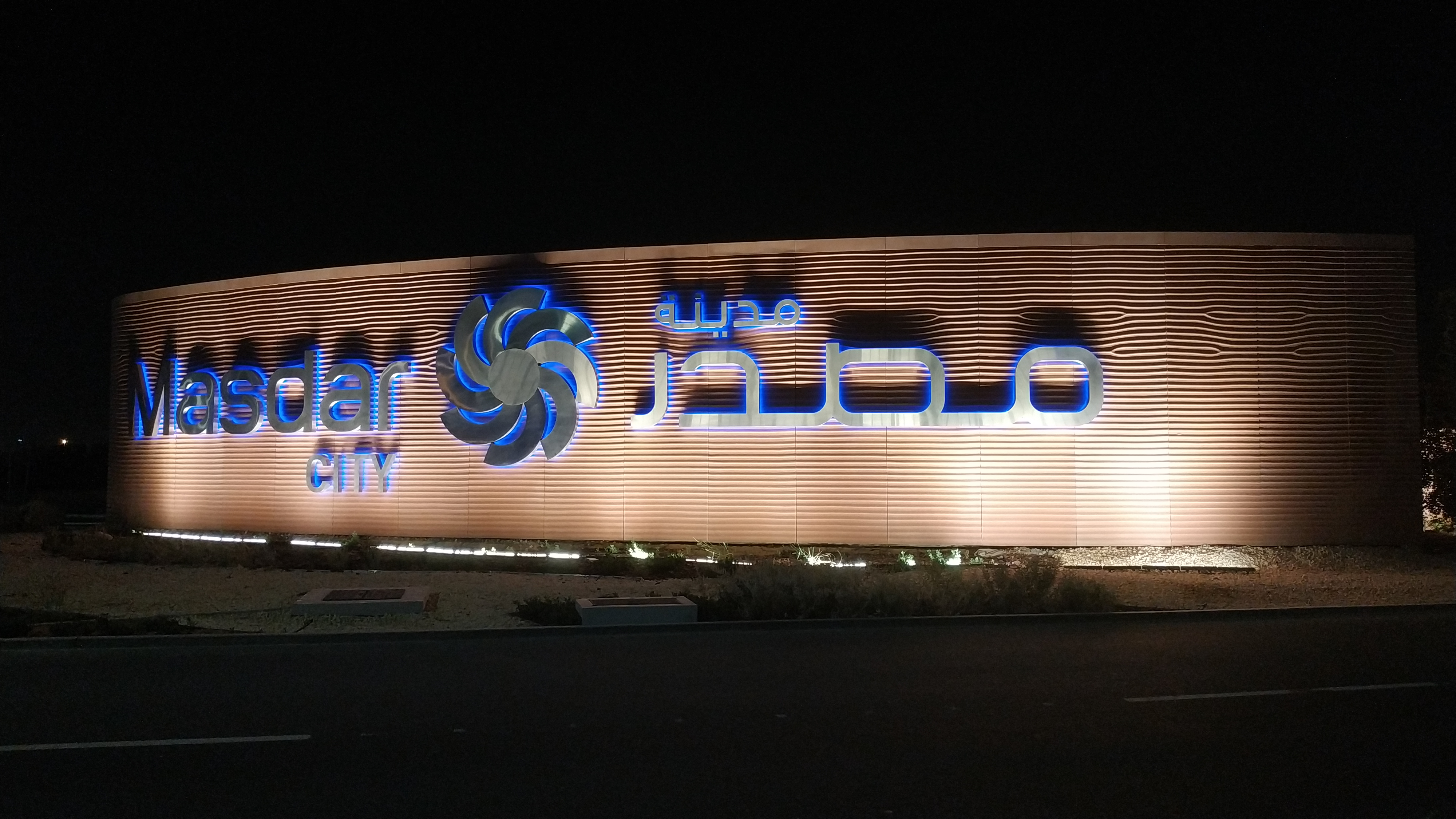
„Masdar City“ mit dem Logo der Fa. Masdar (März 2022)

Nach dem Jahr 2000 gründete al Jaber die Abu Dhabi Future Energy Company, kurz „Masdar“ genannt. Nach wie vor (Anfang 2023) ist er Vorsitzender dieses Unternehmens; es investiert nach eigenen Angaben in zahlreichen Ländern der Welt in den Ausbau erneuerbarer Energien.
Die Arbeiten an Masdar City, dem Projekt der Future Company für eine autofreie klimaneutrale Stadt am Rand von Abu Dhabi, ruhen seit Jahren; ursprünglich wurden sie im Zuge der Weltfinanzkrise 2007–2008 gestoppt.

### CEO Joint Venture mit russischer Lukoil
Mitte August 2023 wurde bekannt, dass al Jaber auch CEO eines Joint Venture unter Beteiligung des russischen Mineralöl- und Gaskonzerns Lukoil ist: Beim Besuch des russischen Präsidenten Putin in den Vereinigten Arabischen Emiraten im Oktober 2019 gewährte die emiratische ADNOC der LUKOIL einen Anteil von 5 % an der Ghasha-Konzession, der weltweit größten Offshore-Sauergas-Produktion, obwohl LUKOIL dort nach der völkerrechtswidrigen Annexion der ukrainischen Halbinsel Krim durch Russland 2014 bereits unter US-Sanktionen stand. ADNOC hat außerdem eine Kooperationsvereinbarung zum Ghasha-Projekt mit dem russischen Staatsfonds Russian Direct Investment Fund (RDIF); hier wiederum ist es nach dem russischen Überfall auf die Ukraine im Februar 2022 seit März 2022 im Rahmen von EU-Finanzsanktionen und Beschränkungen des Zahlungsverkehrs verboten, in Projekte, die aus dem RDIF kofinanziert werden, zu investieren, sich an ihnen zu beteiligen oder anderweitig zu ihnen beizutragen.

### Vorsitz COP 28
Anfang Januar 2023 wurde mitgeteilt, dass Al Jaber den Vorsitz der 28. UN-Weltklimakonferenz (COP 28) übernehmen solle. Nach einer Mitteilung der VAE sagte er dazu: „Wir werden einen pragmatischen, realistischen und lösungsorientierten Ansatz einbringen, der transformative Fortschritte für das Klima und ein kohlenstoffarmes Wirtschaftswachstum ermöglicht.“ Er wolle, dass die COP 28 Solidarität zwischen dem globalen Norden und Süden zeige, die „niemanden zurücklässt“. Nach der Ernennung zum COP-28-Vorsitz beglückwünschte Masdar seinen Chef via Twitter als „Beschleuniger der Energiewende“.
In seiner ersten Rede nach seiner Ernennung vor dem Atlantic Council-Energieforum sagte er, dass man eine „COP of Solidarity“ („COP der Solidarität“) brauche, die alle Menschen und alle Interessengruppen einbeziehe, und eine „COP of Action“, die Ehrgeiz wecke und „von Zielen zur Umsetzung führe“. Da die Welt von den Pariser Klimazielen abgekommen sei, sei ein „transformatorischer Fortschritt“ nötig, um die globalen Emissionen bis 2030 um 43 Prozent zu senken.
In einer weiteren Ansprache vor dem Global Energy Forum kurz nach seiner Ernennung forderte er u. a. den Ausbau der erneuerbaren Energien, der Kernenergie, der Wasserstoff-Nutzung und der CO2-Abscheidung und -speicherung sowie der Energieeffizienz und neuer Technologien.
Während Saber als Vorsitzender der COP 28 Anfang 2023 versprach, eine Energiewende zu forcieren, welche „den Einsatz fossiler Brennstoffe schrittweise reduziert“, muss er als CEO der ADNOC bis 2025 deren Rohöl-Produktionskapazität u. a. in Zusammenarbeit mit der russischen Lukoil auf fünf Mio. Barrel pro Tag erhöhen, wodurch die tägliche ADNOC-Gasproduktion um mindestens 40 Mio. Kubikmeter gesteigert werden soll.
Ende Mai 2023 forderten 130 Politiker aus der Europäischen Union und den Vereinigten Staaten die Absetzung Al Jabers.

#### Manipulation des englischsprachigen Wikipedia-Artikels
Nach Berichten der britischen Zeitung The Guardian haben Mitarbeiter Al Jabers seinen englischsprachigen Wikipedia-Artikel und den der COP 28 manipuliert und dabei Informationen über die Geschäfte Al Jabers zur Ölförderung zur Löschung empfohlen. Stattdessen wurden diverse Beiträge getätigt, die ein nachhaltigeres Engagement Jabers suggerieren sollten. Medien und Kritiker sprachen von dem Versuch, mit den Artikeländerungen Narrative um die umstrittene Personalie Al Jabers als Kopf der Klimakonferenz umdeuten zu wollen, sowie von „Greenwashing auf einem neuen Niveau“.

#### Zusammengelegte Informationsströme von COP28 und ADNOC
Durch eine Presseanfrage der britischen Tageszeitung The Guardian und anschließende Bestätigung durch Wissenschaftler der Universität Cambridge stellte sich Anfang Juni 2023 heraus, dass der E-Mail-Verkehr zur Organisation der Klimakonferenz über Server des staatlichen emiratischen Ölkonzerns ADNOC erfolgt sei. Damit sei nicht nur der gesamte Schriftverkehr für diesen einsehbar gewesen, sondern womöglich eine direkte Zusammenarbeit erfolgt. Kritiker stellten den massiven Interessenkonflikt heraus; die französische Abgeordnete Manon Aubry verglich den Vorfall mit der Aufsicht der Weltgesundheitsorganisation durch einen Tabakhersteller.

#### Fakes und Framing in sozialen Medien
Im Juni 2023 ergab eine weitere Guardian-Recherche, dass eine große Anzahl gefälschter Twitter- (mittlerweile „X“) und Social Media-Konten, welche Standard- oder KI-generierte Profilbilder verwendeten, Beiträge zur VAE-COP 28 entweder gefördert oder verteidigt hätten; dazu gehöre auch das Wiederholen („Re-Tweeten“) von Beiträgen der VAE-Regierung und von Bemühungen, Kritik an Al Jabers COP-Präsidentschaft zu entkräften.

#### Kommunikationsstrategie der UAE
Im August 2023 enthüllte ein auf durchgesickerten Dokumenten basierender Bericht eine Liste, die zu „heiklen und sensiblen Themen“ im Zusammenhang mit den VAE erstellt wurde: Sie enthielt die von der Regierung genehmigten „strategischen Botschaften“, die als Antwort auf Fragen der Medien verwendet werden sollten. Die Fragen zur Präsidentschaft von Sultan Al Jaber sollten mit folgenden Worten beantwortet werden: „Dr. Sultans gesamte Karriere [im Energiesektor, zu Klima und in der Diplomatie] gibt ihm das nötige Fachwissen, um genau die Sektoren, die für sinnvolle Maßnahmen erforderlich sind, konstruktiv einzubeziehen, zu stören und zu vereinen.“ In der Zwischenzeit sollte jede Rede über das Versagen von ADNOC bei der Offenlegung seiner Emissionen mit der Begründung verteidigt werden: „ADNOC führt derzeit notwendige Studien durch.“ Die in der Liste genannten Themenbereiche umfassten sowohl Klimaprobleme als auch Menschenrechtsverletzungen in den VAE, darunter Menschenhandel und im Jemenitischen Bürgerkrieg seit 2014.

#### Fahrlässiger Umgang mit Methan-Emissionen
Wenig später wurde bekannt, dass unter der Führung von Al Jaber das ADNOC-Ziel zur Begrenzung von Methan-Leckagen (→ Treibhausgase) auf deutlich höhere Werte festgelegt worden war, als das Unternehmen zuvor den Vereinten Nationen gemeldet hatte. Einer Studie der Harvard University zufolge deuten die hohen angemeldeten Methanemissionen eher auf gezielte Entlüftung von Pipelines und Anlagen denn auf Lecks hin.

#### Widersprüchliche Aussagen und Festhalten an fossilen Energieträgern
Medienberichte haben Ende 2023 Gründe zur Annahme geliefert, dass Al Jabers Verhältnis zu den Klimawissenschaften zumindest ambig ist.

## Privates
Sultan Al Jaber ist verheiratet und hat vier Kinder.

## Sonstiges
In Kuwait existiert eine – nach Ahmad al-Dschabir as-Sabah benannte – Ahmed al Jaber Airbase (der USA).